# Beaumat
Beaumat est une ancienne commune française située dans le département du Lot, en région Occitanie, devenue, le 1er janvier 2016, une commune déléguée de la commune nouvelle de Cœur de Causse.

## Géographie
Commune située à la limite du pays bourian et du Quercy, dans le parc naturel régional des Causses du Quercy.
Dans le fond de la vallée coule un petit ruisseau nommé le Beaumat qui va se terminer dans le Foulon, cours d'eau qui se jette dans la rivière le Céou. Proche de Labastide-Murat, chef-lieu du canton à 6 km, la commune de Beaumat est accessible par l'autoroute A20 sortie  56.

### Communes limitrophes
|            | Vaillac (Cœur de Causse) |                                  |
| Frayssinet | Beaumat                  | Labastide-Murat (Cœur de Causse) |
|            | Lamothe-Cassel           |                                  |

## Toponymie
Le toponyme Beaumat est basé sur bello manso (1276), belle ferme, plutôt que sur balma désignant une grotte.

## Histoire
Le village, signalé dès 1276, dépendait du seigneur de Gourdon. Il fut entièrement détruit pendant la guerre de Cent Ans. C’était un véritable désert et personne ne voulait s’occuper d’une telle paroisse tant les fruits de la dîme étaient faibles. Le repeuplement a eu lieu au cours du 16e siècle. 
En 1789, un premier décret instaure une municipalité dans chaque ville, bourg ou paroisse rurale. De 1802 
à 1839, Beaumat est rattaché à la commune de Vaillac puis devient une commune à part entière. 
L’ancienne école publique
mixte a été ouverte de 1900 
à 1971. Avant 1900, il y avait 
deux écoles : l’une publique, 
l’autre religieuse. Celle-ci n’était 
pas mixte. Dans l’école mixte, il y 
avait un préau pour les filles et 
un autre pour les garçons.

## Politique et administration
| Période                                  | Période  | Identité      | Étiquette | Qualité   |
| ---------------------------------------- | -------- | ------------- | --------- | --------- |
| janvier 2016                             | En cours | Paulette Pons | DVG       | Retraitée |
| Les données manquantes sont à compléter. |          |               |           |           |

| Période | Période       | Identité                 | Étiquette | Qualité   |
| ------- | ------------- | ------------------------ | --------- | --------- |
| 1840    | 1846          | François Bousquet        |           |           |
| 1846    | 1847          | Jean Alexandre Dardennes |           |           |
| 1848    | 1851          | François Bousquet        |           |           |
| 1851    | 1852          | Jean Alexandre Dardennes |           |           |
| 1852    | 1876          | Alexandre Lacam          |           |           |
| 1876    | 1877          | Amédée Meulet            |           |           |
| 1877    | 1883          | Marie Elie Arenes        |           |           |
| 1883    | 1884          | Alexandre Lacam          |           |           |
| 1884    | 1888          | Marie Elie Arenes        |           |           |
| 1888    | 1895          | Alexandre Lacam          |           |           |
| 1895    | 1904          | Théodore Dardennes       |           |           |
| 1904    | 1919          | Jean Salanié             |           |           |
| 1919    | 1944          | Urbain Couderc           |           |           |
| 1944    | 1983          | Belmir Couderc           |           |           |
| 1983    | 1986          | Jacques Molinié          |           |           |
| 1986    | 2001          | Maurice Pagès            |           |           |
| 2001    | décembre 2015 | Paulette Pons            | DVG       | Retraitée |

## Démographie
L'évolution du nombre d'habitants est connue à travers les recensements de la population effectués dans la commune depuis 1793. À partir du 1er janvier 2009, les populations légales des communes sont publiées annuellement dans le cadre d'un recensement qui repose désormais sur une collecte d'information annuelle, concernant successivement tous les territoires communaux au cours d'une période de cinq ans. 
Pour les communes de moins de 10 000 habitants, une enquête de recensement portant sur toute la population est réalisée tous les cinq ans, les populations légales des années intermédiaires étant quant à elles estimées par interpolation ou extrapolation. Pour la commune, le premier recensement exhaustif entrant dans le cadre du nouveau dispositif a été réalisé en 2008,.
En 2013, la commune comptait 81 habitants, en évolution de +5,19 % par rapport à 2008 (Lot : +0,05 %, France hors Mayotte : +2,49 %).
| 1793 | 1800 | 1841 | 1846 | 1851 | 1856 | 1861 | 1866 | 1872 |
| ---- | ---- | ---- | ---- | ---- | ---- | ---- | ---- | ---- |
| 480  | 200  | 461  | 463  | 458  | 411  | 448  | 458  | 437  |

| 1876 | 1881 | 1886 | 1891 | 1896 | 1901 | 1906 | 1911 | 1921 |
| ---- | ---- | ---- | ---- | ---- | ---- | ---- | ---- | ---- |
| 405  | 406  | 372  | 367  | 312  | 304  | 253  | 231  | 201  |

| 1926 | 1931 | 1936 | 1946 | 1954 | 1962 | 1968 | 1975 | 1982 |
| ---- | ---- | ---- | ---- | ---- | ---- | ---- | ---- | ---- |
| 156  | 146  | 149  | 110  | 109  | 107  | 101  | 97   | 98   |

| 1990 | 1999 | 2008 | 2013 | - | - | - | - | - |
| ---- | ---- | ---- | ---- | - | - | - | - | - |
| 78   | 63   | 77   | 81   | - | - | - | - | - |

## Culture locale et patrimoine

### Lieux et monuments
- Église Notre-Dame de la Nativité, église romane datant de 1276.
- Deux pigeonniers quercynois typiques datant des années 1600.